# Assedio della Mirandola (1742)
L'assedio della Mirandola del 1742 fu uno scontro militare avvenuto nell'ambito della guerra di successione austriaca e che vide coinvolti l'esercito spagnolo (che aveva occupato la città fin dal 1735) attaccato dall'esercito piemontese del Regno di Sardegna guidato da Carlo Emanuele III di Savoia insieme alle truppe austriache del conte Otto Ferdinand von Traun.
L'assedio è noto perché legato alla tradizione culinaria mirandolese: in quest'occasione infatti vennero inventati i tipici maccheroni al pettine.

## Contesto

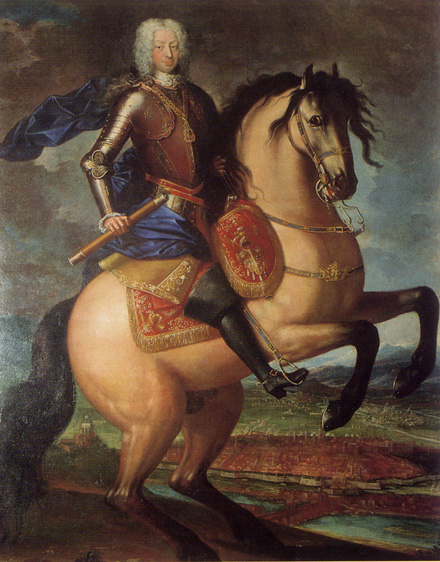
Carlo Emanuele III di Savoia

Nel 1741 Filippo V di Spagna, volendo togliere agli austriaci il Mantova, il Ducato di Parma e Piacenza e il territorio milanese, propose ai Piemontesi di creare un'alleanza tra Carlo Emanuele III di Savoia e don Filippo I di Parma. Contemporaneamente, il re di Sardegna tentò di allearsi anche con l'altro fronte austriaco. Peraltro, la Casa di Baviera aveva delle pretese sull'ex Ducato della Mirandola e sul marchesato di Concordia, in forza di un diploma siglato il 22 settembre 1637 dall'imperatore Massimiliano I.
Nel mentre, giunse notizia che il duca di Montemar stava preparando un esercito spagnolo tra Modena (il cui duca Francesco III d'Este si era alleato di nascosto con la Spagna) e Bologna per andare alla conquista della Lombardia. Carlo Emanuele III decise allora di allearsi con gli austriaci (1 febbraio 1742): le truppe di Maria Teresa d'Austria avrebbero bloccato gli spagnoli nel modenese, mentre i sardo-piemontesi avrebbero difeso Pavia, Piacenza e Parma, grazie anche ad un contributo di 200 000 sterline versato dall'Inghilterra.
In maniera inaspettata, Carlo Emanuele III occupò militarmente Reggio Emilia, per poi dirigersi verso il fiume Panaro contro gli spagnoli. Tuttavia, Montemar tornò a Castelfranco Emilia e a Bondeno, consentendo così ai piemontesi di conquistare Modena il 29 giugno 1742.

## Antefatti
Già nel mese di maggio 1742, il duca di Modena Francesco III d'Este, poco prima di fuggire a Venezia, aveva inviato a Mirandola un presidio di 3 000 soldati (in gran parte provenienti dalla Garfagnana), presagendo il peggio per i suoi domini (altri 4 000 militari erano stati inviati al presidio della cittadella di Modena). Tuttavia, appena giunta la notizia dell'inizio dell'assedio savoiardo alla cittadella di Modena (12 giugno), circa 150 militari si diedero alla fuga. La necessità di avere una forza di difesa della Mirandola al completo spinse il generale conte Martinoni ad emettere un proclama con cui prometteva il perdono ai disertori che avessero fatto ritorno entro 15 giorni. Peraltro, pochi giorni dopo, lo stesso conte Martinoni, che presagiva l'imminente attacco alla Mirandola, il 28 giugno ordinò l'uscita dalla città di chiunque non fosse in grado di procurarsi provviste per far fronte ad almeno quattro mesi di assedio: questo proclama scatenò il panico tra i mirandolesi ed il governatore Martinoni dovette far aprire le porte della città "a siffatta gente infedele e codarda". La guarnigione della Mirandola perse così altri 800 soldati.

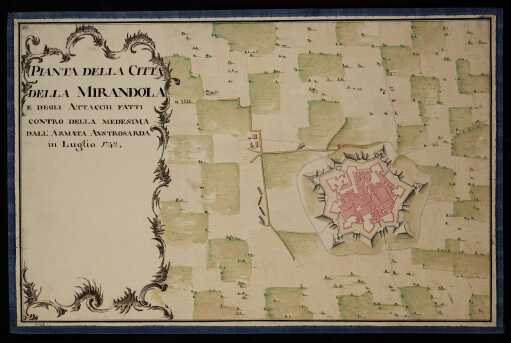
Pianta della città di Mirandola e degli attacchi fatti contro della medesima dall'Armata Austro Sarda in luglio 1742

Nel frattempo, domenica 8 luglio 1742 le truppe di Carlo Emanuele III partirono per la Mirandola.
Appresa della diserzione di massa della guarnigione mirandolese, il generale piemontese Ferdinand Charles Gobert, conte d'Aspremont-Lynden (che si trovava a Finale Emilia) pensò che la piazzaforte di Mirandola fosse ormai deserta: cosicché decise di anticipare il proprio re e partì da Finale verso Mirandola insieme a 200 carabinieri; giunti a Cividale mandò avanti con una scorta il maggiore conte Scartoccia o Cartòs (fratello del marchese di San Marzano Oliveto) a chiedere ufficialmente a Giulio Martinoni la consegna della città di Mirandola al re di Sardegna prima di aprire il fuoco. Dopo aver convocato il consiglio di guerra, il bergamasco Martinoni rispose che non poteva consegnare nelle mani dei nemici la città che gli era stata affidata e che avrebbe perciò difeso a costo della vita.
Ricevendo risposta negativa da parte del governatore modenese, il conte Cartòs tornò a Cividale per informare il proprio superiore conte d'Aspremont, il quale gli ordinò di riferire la notizia direttamente al re Carlo Emanuele III, che ormai era giunto sulla strada che conduce a Concordia sulla Secchia. Il re, appresa dell'iniziativa di Aspremont, non perse tempo e già il 12 luglio fece iniziare la trincea.

## Forze in campo

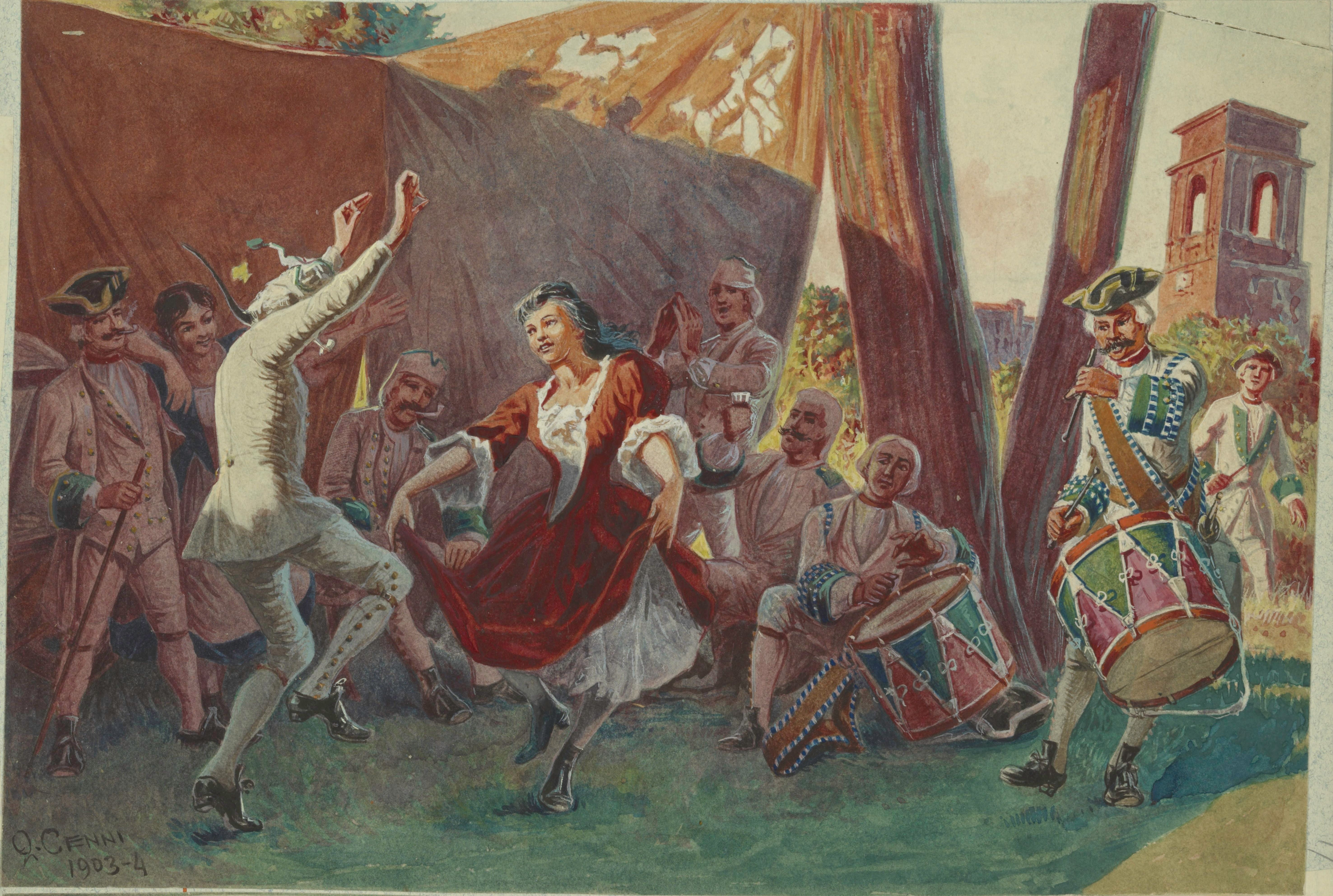
Quinto Cenni, Il 3º Reggimento di Fanteria Nationale "della Mirandola" del 1740

### Schieramento austro-piemontese
Quartier generale: Bomporto
- Truppe piemontesi, comandate dal tenente generale conte di Schoulembourg.[10]
  - Truppe del conte di Montbercel, maresciallo di campo
  - Truppe del M° de Nesse, brigadiere
- 1 500 austriaci
- 500 croati
- 2 000 fucilieri
- 3 compagnie di granatieri

### Schieramento modenese
- Reggimento terzo d'infanteria nazionale della Mirandola, comandato dal conte Giulio Martinoni
- 5 cannoni

## Svolgimento

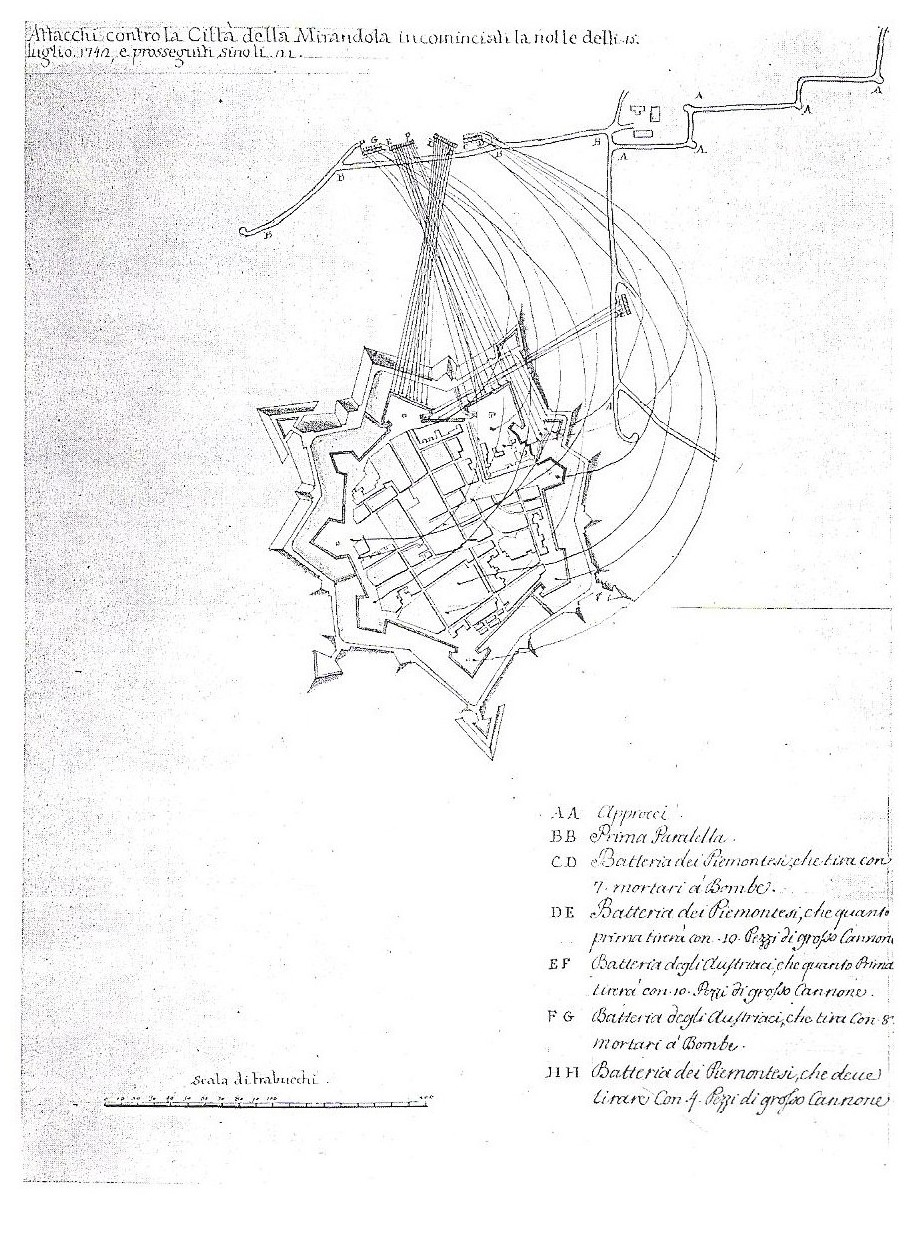
Attacchi contro la città della Mirandola incominciati la notte del 15 luglio 1742

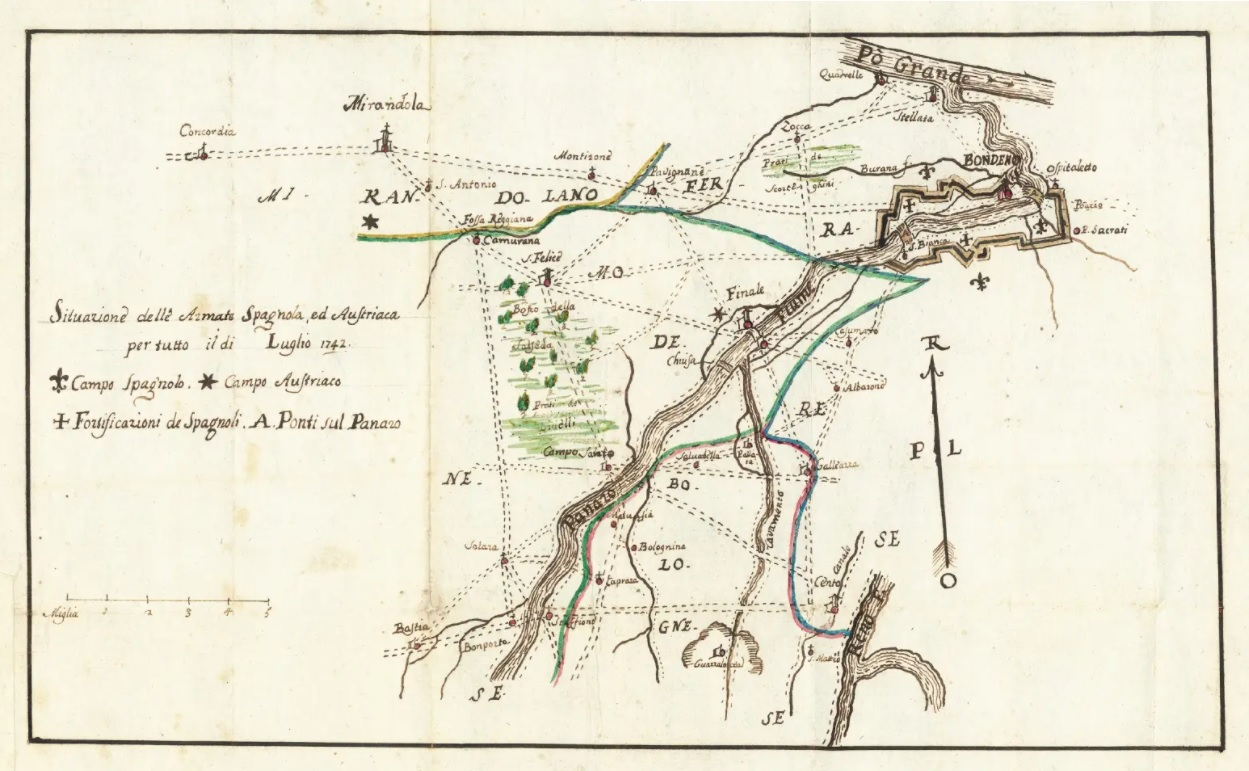
Situazione delle Armate Spagnola ed Austriaca per tutto il di Luglio 1742

L'assedio venne diretto dal fedelmaresciallo conte Giovanni Luca Pallavicini
Il 15 luglio giunse a San Possidonio l'esercito guidato dal fedelmaresciallo Johann Matthias von der Schulenburg e composto da sei battaglioni piemontesi, 1 300 soldati tedeschi e 500 croati, che in seguito si accamparono a San Martino Carano
Il 16 luglio gli spagnoli iniziarono a cannoneggiare per disperdere gli assedianti.
Il 17 luglio vennero posizionate le batteria d'artiglieria in direzione del castello dei Pico.
Il 19 luglio giunsero otto battaglioni piemontesi e 2 500 soldati ungheresi, insieme ad un treno d'artiglieria con 24 cannoni e 20 mortai con vennero erette le batterie che iniziarono a battere la piazza il giorno 21 luglio.
Il 22 luglio la città venne di nuovo bombardata con 15 mortai: il dica di Montemar fece intimare la resa al conte Martinoni, che rispose di voler restistere fino agli estremi. Il bombardamento riprese quindi con gran violenza e dopo tre ore dovette essere esposta la bandiera bianca.
L'assedio venne così descritto da Ludovico Antonio Muratori:
(Ludovico Antonio Muratori, [Lettera] Ad Alessandro Giuseppe Chiappini in Roma (Modena, 27 luglio 1742))
Il 22 luglio 1742 venne sottoscritta, all'interno della chiesa di San Francesco, la capitolazione per la resa della Mirandola fra il governatore conte Giulio Martinoni ed il comandante austrosardo Conte Giovanni Luca Pallavicini. In seguito, Carlo Emanuele III fece il suo ingresso trionfale a Mirandola, mentre il conte di Traum (che si trovava con le sue truppe a Montalbano di Medolla) vi entrò il giorno seguente.
Il comando della piazza della Mirandola fu affidato al colonnello Jacopo Bernardi del Reggimento Piccolomini.

## Conseguenze
Dopo la resa della Mirandola, re Carlo Emanuele III inviò il conte d'Aspremont insieme a 3 000 cavalieri verso Bondeno per osservare i movimenti degli spagnoli. Peraltro il generale duca di Montemar fece battere la ritirata generale, lasciando anche il campo e le fortificazioni di Bondeno e facendo dirigere l'esercito napoletano-spagnolo nella Romagna con l'intenzione di concentrarsi e far massa a Rimini.
L'anno successivo, il giorno 8 febbraio 1743, si combatté la grande battaglia di Camposanto tra l'esercito spagnolo-napoletano quello austro-piemontese, in cui persero la vita oltre 2 000 soldati. L'esito dello scontro fu però indeciso, poiché entrambi i fronti rivendicarono la vittoria.
La città di Mirandola rimase sotto il dominio delle forze austro-sarde per sei anni: solo a seguito della firma del trattato di Aquisgrana del 1748, la città della Mirandola venne restituita il 7 febbraio 1749 al restaurato duca di Modena. Peraltro, il 22 agosto 1750 l'Elettorato di Baviera, a seguito di sovvenzione, rinunciò in favore dell'Austria alle sue pretese sul Ducato della Mirandola e sul Marchesato di Concordia.